# Sweating Bullets
„Sweating Bullets” pjesma je američkog heavy metal-sastava Megadeth. Pjesma je objavljena 16. veljače 1993. kao treći singl s petog albuma sastava Countdown to Extinction. Pjesma je dosegla 27. mjesto na američkoj glazbenoj ljestvici Mainstream Rock i 26. mjesto na britanskoj ljestvici singlova.

## Zasluge
- Dave Mustaine – vokali, gitara
- Marty Friedman – gitara
- Dave Ellefson – bas-gitara
- Nick Menza – bubnjevi